# King Changó
King Changó fon un grup musical novaiorqués de fusió de música llatinoamericana i ska que ells anomenaven latin ska, autors de cançons com Brujería o Sin ti.

## Trajectòria
Liderat per dos germans veneçolans, José Andrés i Luis Eduardo Blanco, inspirats pel grup d'ska Desorden Público: José Andrés, que es feia dir Blanquito Man, es mudà a Nova York el 1990 per a treballar de dissenyador, i fundà el grup el 1994.
Entre les seues influències citaven grups latinoamericans com Maldita Vecindad, Los Fabulosos Cadillacs, Tijuana No, Café Tacuba, Os Paralamas, Todos Tus Muertos i altres com Madness, The Specials o Selecter.
El 1997 presentaren el primer disc a Espanya, en el qual reconeixien les influències de Mano Negra, Barón Rojo o Seguridad Social i l'afició pel futbol europeu, a més de reivindicar els drets dels immigrants als EUA.
Dos anys abans de publicar llur segon disc, en 1998 el grup feu una altra gira espanyola en la qual actuà a la Sala Roxy de València, a Torelló i a Barcelona.
A Blanquito Man li diagonosticaren un càncer colorectal en 2014 i morí tres anys més tard, el 16 de novembre del 2017, després de quedar-se sense diners per a pagar-se el tractament.
La seua família promové la campanya Cáncer pa' fuera per a retre-li un homenatge musical, amb la participació de Rawayana, Willy Rodríguez, McKlopedia i La Vida Bohème, que l'any 2018 publicaren una versió de Sin ti.

## Discografia
| 1.  | «Don't Drop Your Pants»                  |  | 4’04" |
| 2.  | «Confesión»                              |  | 5’41" |
| 3.  | «God Damn Killers»                       |  | 3’41" |
| 4.  | «So Sweet»                               |  | 5’23" |
| 5.  | «Empty Hands Are My Weapon (Wicked Dub)» |  | 5’46" |
| 6.  | «Melting Pot Intro»                      |  | 0’53" |
| 7.  | «Melting Pot»                            |  | 3’41" |
| 8.  | «Revolution/Cumbia Reggae»               |  | 3’15" |
| 9.  | «African Fever»                          |  | 1’46" |
| 10. | «Pisando La Serpiente»                   |  | 3’50" |
| 11. | «Latin Ska»                              |  | 4’28" |
| 12. | «Torero»                                 |  | 3’12" |
| 13. | «French Lady»                            |  | 6’24" |

| 1.  | «Finalmente»           |  | 4’34" |
| 2.  | «El Santo»             |  | 4’02" |
| 3.  | «Brujería»             |  | 5’11" |
| 4.  | «TúVerá D-Trip»        |  | 6’28" |
| 5.  | «What Politicians Say» |  | 3’15" |
| 6.  | «I Don't Care»         |  | 4’03" |
| 7.  | «Sin ti»               |  | 4’47" |
| 8.  | «Best Dressed Pimp»    |  | 4’01" |
| 9.  | «Li'l Sister»          |  | 5’13" |
| 10. | «Full Time Business»   |  | 2’51" |
| 11. | «Step Me Down»         |  | 4’20" |
| 12. | «Champion Sound»       |  | 6’17" |